# سرگذشت رباعیات
سرگذشت رباعیات: درنگی بر رباعیات خیام ترجمه‌ٔ ادوارد فیتزجرالد مجموعه‌مقالاتی از نویسندگانِ مختلف دربارهٔ جایگاه رباعیات خیام در ادبیات انگلیسی با ترجمه و تدوینِ مصطفی حسینی است که در سال ۱۳۹۷ از سوی نشر آگه منتشر شد.

## جستارها
- «ادوارد فیتزجرالد، مترجم-شاعری خلوت‌گزیده»، شلدن گلدفارب
- «فیتزجرالد و ادب کهن پارسی»، اسماعیل زارع بهتاش
- «اشلگل، تیلر و فیتزجرالد»، هرست فرنتس
- «نکاتی تازه در باب رباعیات عمر خیام اثر فیتزجرالد»، ادوارد هرن آلن
- «سرودی جاودانه»، آ. ج. آربری
- «تاثیر رباعیات عمر خیام بر ادبیات و جامعه غرب»، یوس بیخستراتن
- «وایتلی استوکس، اولین مروج رباعیات عمرخیام فیتزجرالد»، جان درو
- «تقویم احوال و آثار ادوارد فیتزجرالد»، دنیل کارلین